# Lauenen
Lauenen (en francés Lauvine) es una comuna suiza del cantón de Berna, situada en el distrito administrativo de Obersimmental-Saanen. Limita al norte con la comuna de Saanen, al este con Lenk im Simmental, al sur con Savièse (VS), y al oeste con Gsteig bei Gstaad.
Hasta el 31 de diciembre de 2009 situada en el distrito de Saanen.